# جشنواره فیلم رم
جشنواره بین‌المللی فیلم رم یک جشنواره فیلم است که اکتبر هر سال در رم، ایتالیا برگزار می‌شود.

## برندگان

### بهترین فیلم
- ۲۰۰۶: بازی در نقش قربانی به کارگردانی کیریل سربرنیکوف
- ۲۰۰۷: جونو به کارگردانی جیسون رایتمن
- ۲۰۰۸: جنگ تریاک از صدیق برمک
- ۲۰۰۹: برادری به کارگردانی، نویسندگی و تهیه‌کنندگی نیکولو دوناتو
- ۲۰۱۰: لطفاً مرا بکش به کارگردانی اولیا بارکو
- ۲۰۱۱: یک داستان چینی به کارگردانی سباستیان بورنستین
- ۲۰۱۲: دختر اهل مارفا به کارگردانی لری کلارک
- ۲۰۱۳: تیر به کارگردانی آلبرتو فاسولو

### بهترین بازیگر نقش اول مرد
- ۲۰۰۶: جورجو کولانجلی (در هوای نمک‌آلود)
- ۲۰۰۷: راده شربجیا (در قطعات فراری)
- ۲۰۰۸: بودان اشتوپکا (در قلب در دست)
- ۲۰۰۹: سرجیو کاستلیتو (در سرت را بلند کن)
- ۲۰۱۰: تونی سرویلو (در یک زندگی آرام)
- ۲۰۱۱: گیوم کنه (در یک زندگی بهتر)
- ۲۰۱۲: ژرمی الکایم (در دست در دست)
- ۲۰۱۳: متیو مک‌کانهی (در باشگاه خریداران دالاس)

### بهترین بازیگر نقش اول زن
- ۲۰۰۶: آریان آسکارید (در سفر به ارمنستان)
- ۲۰۰۷: جیانگ ونلی (در و بهار می‌آید)
- ۲۰۰۸: دوناتلا فینچاریو (در مردان شجاع)
- ۲۰۰۹: هلن میرن (در آخرین ایستگاه)
- ۲۰۱۰: تمامی بازیگران زن در گیاهان خوب (Las buenas hierbas)
- ۲۰۱۱: نومی راپاس در مانیتور
- ۲۰۱۲: ایزابلا فراری در و تابستان می‌نامندش
- ۲۰۱۳: اسکارلت جوهانسون در او

### جایزه ویژه هیئت داوران
- ۲۰۰۶: این انگلستان است از شین مدوز
- ۲۰۰۷: حافظ از ابوالفضل جلیلی
- ۲۰۱۰: نظرسنجی از کریس کراوس
- ۲۰۱۱: چشم طوفان از فرد شپیسی
- ۲۰۱۱: شرایط از مریم کشاورز
- ۲۰۱۲: چشمان آبی علی از کلودیو جووانسی
- ۲۰۱۳: دمونستراندوم عصر قدیم از آندری گروزنیچکی

### جایزه بازیگری انجمن IMAIE
- ۲۰۰۶: شان کانری
- ۲۰۰۷: سوفیا لورن
- ۲۰۰۸: کلینت ایستوود
- ۲۰۰۹: مریل استریپ
- ۲۰۱۰: جولین مور
- ۲۰۱۱: ریچارد گی‌یر